# Mecosarthron
Mecosarthron is een kevergeslacht uit de familie van de boktorren (Cerambycidae). De wetenschappelijke naam van het geslacht werd voor het eerst geldig gepubliceerd in 1840 door Buquet.

## Soorten
Mecosarthron omvat de volgende soorten:
- Mecosarthron buphagus Buquet, 1840
- Mecosarthron gounellei (Lameere, 1903)
- Mecosarthron tritomegas Lameere, 1920